# Nate Wood

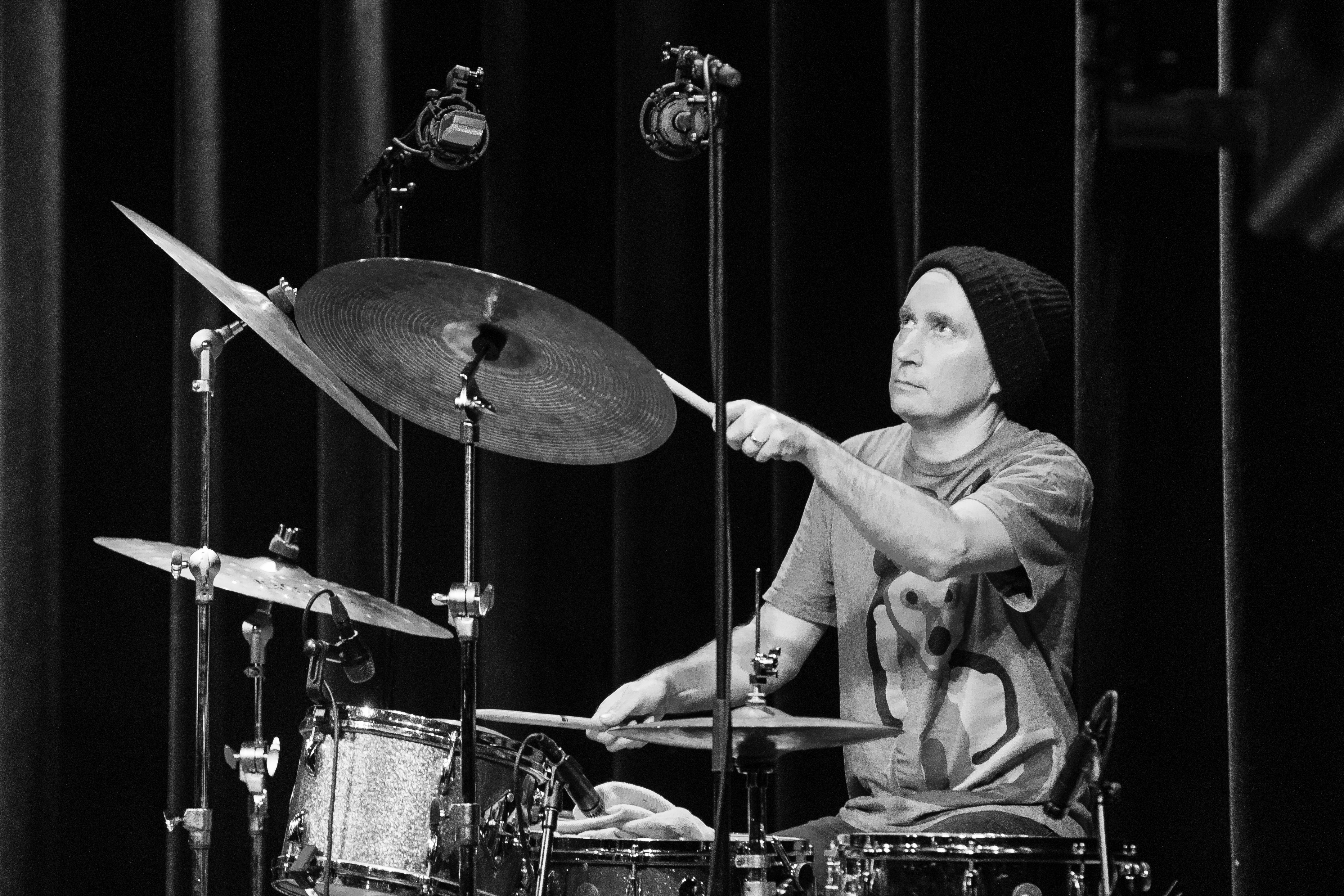
Nate Wood (2022)
Bild: Tore Sætre

Nate Wood (* 3. Oktober 1979 in New York City) ist ein amerikanischer Jazzmusiker (Schlagzeug, weitere Instrumente).

## Wirken
Wood lernte neben Schlagzeug und Bass auch Gitarre und Saxophon. Am California Institute of the Arts absolvierte er eine Ausbildung in Bass und Schlagzeug bei Charlie Haden und Joe LaBarbera. Er besuchte auch das LAMA College for Music Professionals für Schlagzeug, wo er bei Ralph Humphrey und Joe Porcaro studierte. 2001 gründete er mit Adam Benjamin, Shane Endsley, Kaveh Rastegar und Ben Wendel die Gruppe Kneebody, mit der er 2005 das selbstbetitelte Debütalbum bei Greenleaf Music veröffentlichte. Zudem tourte er mit The Calling zur Unterstützung ihres Debütalbums. Mit Kneebody veröffentlichte Wood nach dem Album Low Electrical Worker als drittes Album mit dem Sänger Theo Bleckmann das Album 12 Songs of Charles Ives bei 2009 bei Winter & Winter, das für den Grammy nominiert wurde. Weitere Alben folgten mit diesem Ensemble bis 2019.
Daneben spielte Wood 2003 unter eigenem Namen sein Debütalbum Reliving ein, auf dem er jedes Instrument selbst spielte. Zusätzlich trat er mit Künstlern wie George Harrison, Chaka Khan und Sting auf, mit Wayne Krantz, Donny McCaslin, Taylor Hawkins & the Coattail Riders sowie der Ed Fry Band. Mit Ben Wendel und Harish Raghavan bildete er die Band Act, die 2009 und 2015 Alben veröffentlichte. Weiterhin nahm er mit weiteren Musikern, etwa Darek Oleszkiewicz, Jochen Rückert, Mary Halvorson, Tomas Fujiwara, Charlotte Greve sowie mit Julian & Roman Wasserfuhr (Landed in Brooklyn, 2017), auf. Tom Lord verzeichnet im Bereich des Jazz 37 Aufnahmen zwischen 2001 und 2020.

## Discographische Hinweise
- Reliving (2003)
- Fall (2007)
- Another Time (2014)
- fOUR (2018)
- Step Aside (2023)